# 芳心荡漾
《芳心荡漾》（英語：Hello My Love），2022年中國大陸轻喜浪漫爱情网络劇，秦嵐、蓝盈莹、鄭合惠子領銜主演，王子異特别主演，該劇於2021年8月17日厦门正式開機，10月21日全剧杀青，本剧该剧讲述了三个年龄不同、性格迥异的主人公，在背叛、欺骗、陷阱面前， 勇敢应战，努力追爱，用真诚和坚持突破了生活的瓶颈，遇见更好的自己的故事。该剧将于2022年10月26日爱奇艺全网独播，海外地区则由iQIYI国际版及WeTV播出。
此剧為愛奇藝 「拾光限定 狂花系列」 主题展映系列剧，亦是「拾光限定 狂花系列」的第二部作品。

## 简介
讲述20、30、40三个年龄段的女性所面临的感情问题，深入剖析了女性在不同年龄和境遇下的情感历程，她们怀疑过、犹豫过、挣扎过，最终决定直面生活，勇敢应战。
离异单身不再相信稳定关系的室内设计师张帆（秦岚饰）、正在经历感情七年之痒的金牌保险销售潘晓晨（蓝盈莹饰）和从未经历过恋爱的宠物公众号博主罗潇潇（郑合惠子饰），三个年龄不同、性格迥异的主人公身处人生困境，她们怀疑过、犹豫过、挣扎过，最终决定直面生活、勇敢应战。在背叛、欺骗、陷阱面前，她们用真诚和坚持突破了生活的瓶颈，迎来了人生的高光时刻，遇见了更好的自己。

## 播出平台
| 频道          | 所在地   | 播出日期       | 播出时间                                                          | 备注                    |
| 愛奇藝        | 中国大陆 | 2022年10月26日 | VIP会员每周三至周日20:00更新2集 非VIP会员每周三至周日20:00更新1集 | VIP会员抢先看首4集      |
| iQIYI         | 全球     | 2022年10月26日 | VIP会员每周三至周日20:00更新2集 非VIP会员每周三至周日20:00更新1集 | VIP会员抢先看首4集      |
| WeTV          | 臺灣     | 2022年10月26日 | 每日20:00更新                                                     | VIP抢先看               |
| iQIYI HD      | 马来西亚 | 2022年10月31日 | 周一至周五22:00-24:00连播两集                                     | 全球电视首播，“频道300” |
| HUB娛家戲劇台 | 新加坡   | 2022年12月3日  | 周六至周日 20:00-22:00连播两集                                    | 频道855                 |
| BesTV百视通   | 中国大陆 | 2023年3月3日   | 20:00                                                             |                         |
| 愛爾達影劇台  | 臺灣     | 2023年6月23日  | 周一至周五 20:00-22:00兩集連播                                    | 全台首播 频道355        |

## 演員列表

### 领衔主演
| 演員     | 角色   | 介紹 |
| 秦嵐     | 张帆   | 弧光设计 ARC LIGHT DESIGN设计部总监 / 项目组组长→停职→后辞退→张帆工作室→FUN DESIGN首席设计师 英文名：JuliaRoberts（朱莉亚•罗伯茨） 性格：洒脱大方 婚姻状况：离异 邮箱：JuliaRoberts@zf.com 38岁，业内知名设计师，熟龄职场女性，美丽自强独立，喜欢替人出头，也爱自己风光无限，总给人一种盛气凌人的感觉，工作能力超群，主导成功项目无数，性感且有魅力。她是一位离异单身并在职场奋斗多年的成熟女性，曾經婚姻失敗而面对爱情时更加稳重、理性，对现实状况会多加考量，却在巴黎之旅时与年下弟弟林森酒后邂逅，由此开启一段抓马又刺激的情感之旅。后来張帆發現林森父亲林震性侵女下屬李甜的惡名，為了維護林森心中的父親形象，她寧願將自己處於流言蜚語之中。林森的猛烈追求和职场上遇到的一系列离奇事件，对她的感情观产生强烈冲击，也让她重新开始思考爱情的真谛。 |
| 蓝盈莹   | 潘晓晨 | 顺侒保险 SHUNAN理赔员 性格：争强好胜、倔强 伴侣：王俊（2014年6月交往；2021年7月分手） 居住地：绿藤市五元区芳心家园2区7号楼1单元1026室 30岁，金牌销售，农业出身，单亲家庭长大，一直渴望有个完整的家庭，毕业于中国农业大学植物保护学院，公司是国内著名龙头企业，亦是世界五百强之一。她是个帮别人提供保障、规避风险，更喜欢规划自己的未来，遇到任何事都能冷静优雅处理的智慧型女人。当年做保险这份工作，是为了挣钱供男友上农业大学完成梦想。在顺侒保险公司是蝉联多年也是全市第一的销售冠军。她和男友王俊走過七年的風風雨雨，也同居多年，正在经历感情的七年之痒，曾经的浪漫逐渐变成一种冷漠的习惯，雷厉风行的潘晓晨选择主动出击，果断挽回爱情，却不知不觉深陷抓马三角恋。最后潘曉晨在领证结婚的當天選擇和男友王俊和平分手，以還給自己的尊嚴和自由。      |
| 郑合惠子 | 罗潇潇 | 研究生→格美 CEMI人力资源部研究生→后辞退→监控部主任→后辞职→出国完成博士学业 性格：单纯俏皮、敢爱敢恨 20岁，宠物公众号女博主，211研究生，恋爱脑学霸，高颜值高学历，偶尔也有点“神经质”。常以正义女侠自居的元气少女。羅瀟瀟正處於青春年華的年紀，还在校园的罗潇潇初尝恋爱滋味就惨遭爱情骗子，然而充满青春活力的她，行事果敢大胆，遇到心动男孩时不顾一切勇敢追求，一個是結婚後多次出軌的已婚花心男，另一個是玩女人為樂的花心男親弟弟，從戀愛腦中清醒地羅瀟瀟展開絕地大反攻，潜入“花心男”的狗粮公司当“间谍”，接连引对方上套揭发对方真面目，毫不手软地展开“报复计划”。於是哥哥被剔除总裁職位，弟弟被送進了派出所。年輕就是本錢，羅瀟瀟收拾好心情之後，漂亮轉身，迎向下一段戀情。                                                                           |

### 特别主演
| 演員   | 角色 | 介紹 |
| 王子异 | 林森 | 巴黎理工大学大学生→后休学→弧光设计 ARC LIGHT DESIGN设计部技术主管(项目组)→技术组→后辞职→张帆工作室助理→留学一年 性格：单纯执著、心思镇密 爱好：体育运动 擅长：打篮球 身高：185cm、体重：70kg 邮件：linsen@wy.com 26岁，系统工程师，IT天才，从小在国外长大，拥有互联网技术和商学双学位，巴黎理工大学应届生，人工智能（硕士）研究生，后来休学，入职弧光设计公司。林震的儿子，母亲在他小时候就已经不在了。他和张帆因为结缘于巴黎的一夜迷情，便对张帆一见钟情。张帆越是想要躲起来，他越是会主动接近张帆，为了找到张帆，从巴黎追到了国内展开猛烈追求。他依然坚持自己的决定，会一直追求张帆，不会在意张帆的年龄，并且接受张帆的一切。 |

### 其他主演
| 演員   | 角色   | 介紹 |
| 王冠逸 | 杨万青 | RINASCITA AMAZING FITNESS健身教练 性格：温文儒雅、头脑简单、细致入微 爱好：健身、听音乐、打游戏 25岁，新加坡人，也是王俊的游戏队友。四肢发达、长相帅气的万人迷。喜欢中国功夫，来到中国是为了完成先祖遗愿。先祖在很多年前就就离开了中国，去到了南洋。王俊希望他能帮助自己健身，提升男子汉气质，他还为王俊出谋划策，担任他的情感军师，努力让王俊变得优秀。 |
| 贺鹏   | 王俊   | 爱我宠物医院 LOVE ME PETS HOSPITAL宠物医生 性格：少言寡语、唯诺、老实厚道、胆小 伴侣：潘晓晨（2014年6月交往；2021年7月分手） 居住地：绿藤市五元区芳心家园2区7号楼1单元1026室 31岁，工作是日复一日的讨好动物，反而冷落了身边的人。与潘晓晨交往近七年，当年家里人催促他们结婚，但王俊非要去中国农业大学读研究生兽医。与女友潘晓晨同居多年，晓晨一直想让他奋斗努力、买房结婚，可是他不想那么累，他只想平平静静地生活。想不到卻歷經七年之癢，王俊為他們的感情找來了一個小王，希望讓女友出軌，提出分手。經歷一切的種種波折，王俊發現重新追求潘曉晨，求婚後一切又打回原形變回敷衍，在领证结婚的當天他们觉得非但没有让彼此成为更好的人，甚至都没变得更快乐，最后選擇和平分手。 |
| 叶盛佳 | 周皓宇 | 格美 CEMI二当家→后拘捕 性格：睿智冷静、体贴 28岁，从小生活富足，天性爱玩，不拘小节，但实际上有主意有想法。 |
| 李嘉灏 | 齐磊   | 格美 CEMI总裁→调往分公司 配偶：耿芳（后离婚） 35岁，已婚，一年前父亲开始将公司交给他管理。与妻子耿芳结婚多年，夫妻俩关系不好。与罗潇潇发展婚外情，他拥有一定的经济实力，可是见到妻子却怯懦。而罗潇潇单纯可爱，对他有一定的崇拜之情，让他的男人情怀可以得到认可。 |
| 林小宅 | 袁梦   | 格美 CEMI人力资源部员工→后辞退 在格美已有多年，也是公司里最久的员工。 |
| 时安   | 张时安 | 研究生，罗潇潇的同学兼好朋友。在罗潇潇遭遇爱情陷阱时，始终默默守护在一边，并贴心帮助她拿到被欺骗的证据。 |
| 娄淇   | 徐思林 | 弧光设计 ARC LIGHT DESIGN设计部技术主管(项目组)→后被调职 40岁，张帆手下设计师，职场老狐狸，沉稳有心计，工作卓越、态度积极，为达目的不择手段。 |
| 牟凤彬 | 林震   | 弧光设计 ARC LIGHT DESIGN品控部总监 / 品控组组长→后去世 55岁，已婚，林森的父亲。与张帆共事多年。早年将妻儿送去国外生活，自己在国内孤身打拼。最后在酒店酒后引发意外导致坠楼身亡。 |
| 吳曉敏 | 麥醫生 | 心理咨询师。为潘晓晨辅导心理健康。 |
| 马东晖 | 小唐   | 弧光设计 ARC LIGHT DESIGN设计部职员 |
| 英泽   | 耿芳   | 已婚，爱赌麻将，与丈夫齐磊结婚多年，夫妻俩关系不好。 |
| 曹毅   | 王伟   | 弧光设计 ARC LIGHT DESIGN总裁 |
| 朱玮菱 | 曲露   | 弧光设计 ARC LIGHT DESIGN董事长秘书 |

### 特别出演
| 演員   | 角色   | 介紹 |
| 李雪琴 | 李雪琴 | 青红音乐 MUSIC HOUSE酒吧驻讲人 婚姻状况：离异 第一任婚姻失败者，看透爱情折腾属性，做爱情的清醒家，最后再婚。 |

### 友情出演
| 演員   | 角色 | 介紹 |
| 孙伊涵 | 李甜 | 弧光设计 ARC LIGHT DESIGN设计部技术主管(项目组)→后辞职→优诺花房 U-KNOW FLOWER老板→后辞职→FUN DESIGN职员 25岁，张帆的助理，和众多北漂白领一样，努力勤奋，只为那个在北京立足的梦想。与张帆相识多年，当年是被张帆招进来公司的。已有一名男朋友，后来经历订婚、分手。被林震性侵，后来辞职，在老家海边小城开个一间花店，最后选择回到张帆身边一起工作。 |

## 片头語錄
| 集數   | 語錄                   |
| 第1集  | 万事开头难             |
| 第2集  | 人总觉得自己有病       |
| 第3集  | 另一半睡觉时你在干什么 |
| 第4集  | 愧疚是廉价的情绪       |
| 第5集  | 特殊的工作经历         |
| 第6集  | 你真的了解你的另一半吗 |
| 第7集  | 情侣约会看恐怖片       |
| 第8集  | 爱情中的原则问题       |
| 第9集  | 谈恋爱不如养狗         |
| 第10集 | 职场如战场             |
| 第11集 | 喝酒是“病友交流”       |
| 第12集 | 告诉你一个秘密         |

## 電視劇歌曲
| 曲序 | 曲目                      |        | 作曲   | 编曲   | 製作人 | 演唱   |
| ---- | ------------------------- | ------ | ------ | ------ | ------ | ------ |
| 1.   | Easy To Love（片尾曲）    | 丁爽   | 丁爽   |        | 王锋   | 袁娅维 |
| 2.   | Mystery Light（插曲）     | 李冠群 | 渔刚   | 渔刚   | 王锋   | 王子异 |
| 3.   | Say Yes (女生版)（插曲）  | 陈思霓 | 渔刚   | 渔刚   | 王锋   | 丁爽   |
| 4.   | Say Yes (男生版)（插曲）  | 陈思霓 | 渔刚   | 渔刚   | 王锋   | 马子良 |
| 5.   | 白色月光（插曲）          | 陈曦   | 董冬冬 | 董冬冬 |        | 谭维维 |
| 6.   | What A Lovely Day（插曲） | 陈曦   | 董冬冬 | 董冬冬 |        | 刘惜君 |

## 幕后团队
- 出品人：龚宇
- 总监制：王曉暉
- 联合出品人：五百、王宣懿、马李灵珊
- 总制片人：戴莹、李珂
- 制片人：杜翔宇、黄田田、李双
- 执行制片人：孙小予、刘佳、殷俊、张誉薫
- 导演：刘紫微
- 执行导演：杜树峰
- 副导演：李浩然
- 总編審：王兆楠
- 编审：梁萌、张若聃、王梦璇
- 编剧：王东
- 艺术总监：刘紫微
- 制片主任：郭洋
- 摄影指导：王赫
- 灯光指导：王成跃
- 录音指导：宋志伟
- 美术指导：吴健彰
- 造型指导：彦彬
- 剪辑指导：大肠

## 轶事
- 此剧故事设定在绿藤市，是一座虚构城市。
- 秦岚在此劇的定装造型总共80多套。
- 此剧每一集的开始，都会有李雪琴的脱口秀作为一个开场。
- 此剧原定厦门拍摄，拍摄途中因受福建疫情新增，剧组停工数日，并转景于上海继续拍摄。
- 此劇為秦岚與王子异繼《怪你过分美丽》後第二度合作。
- 此剧女导演刘紫微与秦岚多年前曾经错过合作的机会，此剧是两人第二次结缘。

## 制作与宣传

### 制作
- 2021年8月17日：在厦门正式开机。
- 2021年9月19日：因福建疫情新增而停工，并转景上海拍摄。
- 2021年9月23日：上海首日拍摄。
- 2021年10月10日：女主角秦岚、男主角王子异及其他演员先杀青。
- 2021年10月15日：官宣发布主创阵容。
- 2021年10月21日：于厦门全剧杀青。

### 宣传
- 2022年10月25日：秦岚、蓝盈莹、总制片人戴莹、爱奇艺自来水工作室负责人、制片人杜翔宇、导演刘紫微在北京出席“芳心荡漾之夜”折腾爱情主题活动和媒体看片会。[3]
- 2022年10月27日：秦岚、蓝盈莹、导演刘紫微现身北京启皓大厦出席“抓马狂欢 折腾爱情”映后路演并于新浪扫楼[4]。同日晚上，秦岚、王子异于抖音直播宣传“全网都在帮王子异追秦岚”。
- 2022年10月28日：秦岚、蓝盈莹现身北京永利大厦购物中心4楼爱奇艺青春中心出席“桃厂通告日”宣传并扫楼。同日傍晚，秦岚、蓝盈莹、郑合惠子于娱理聊聊直播宣传。

## 奖项及提名
| 年份   | 颁奖典礼             | 奖项                              | 得奖者      | 结果 |
| 2022年 | 第13届澳门国际电视节 | 最佳电视剧                        | 制作团队    | 提名 |
| 2022年 | 第13届澳门国际电视节 | 最佳女主角                        | 蓝盈莹      | 提名 |
| 2022年 | 第7届电视剧大赏      | 年度剧集作品 - 年度都市剧         | 制作团队    | 提名 |
| 2022年 | 第7届电视剧大赏      | 年度剧集角色 - 年度都市类女性角色 | 秦岚        | 提名 |
| 2022年 | 第7届电视剧大赏      | 年度剧集角色 - 年度都市类女性角色 | 蓝盈莹      | 提名 |
| 2022年 | 第7届电视剧大赏      | 年度剧集角色 - 年度都市类女性角色 | 郑合惠子    | 提名 |
| 2022年 | 第7届电视剧大赏      | 年度剧集角色 - 年度都市类男性角色 | 王子异      | 提名 |
| 2022年 | 阿乐星愿跨年云盛典   | 2022年度荧屏CP - 张帆&林森        | 秦岚 王子异 | 提名 |
| 2022年 | 第7届电视剧大赏      | 年度剧集名场面 - 林森张帆抢优盘   | 秦岚 王子异 | 提名 |